# Vincze Márton (díszlettervező)
Vincze Márton (Budapest, Terézváros, 1904. november 17. – Budapest, 1941. január 11.) magyar díszlettervező. Vincze Zsigmond zeneszerző, karmester fia.

## Élete
Vincze (Weisz) Zsigmond és Kulinyi Mária színésznő fia. A magyar filmművészet meghatározó alakja volt. Tudásával és színes képzelőtehetségével magas színvonalú munkát végzett a Hunnia filmstúdióban.
Halálának körülményei: „a Hunnia filmgyár műtermében a Végre című film felvételei folytak. A munkások egy öt méter hosszú, 70 kilogramm súlyú deszkapallót akartak felhúzni, de a pallóra hurkolt kötél kibomlott, a súlyos deszka a műterem közepére esett, majd onnan több méterre visszapattanva, az ott álló Vincze Márton díszletfestő művészre zuhant, aki súlyos koponyasérülést szenvedett és néhány óra múlva az Uzsoki Utcai Kórházban meghalt.”
Temetése 1941. január 17-én a Kerepesi úti temetőben volt.

## Családja
Házastársa Puskás Vilma volt, akivel 1932. április 23-án Budapesten kötött házasságot. Testvére Vincze Ferenc (1906–?) zeneszerző, karmester volt. Anyai nagyapja Kulinyi Márton (1859–1888) színész, anyai nagyanyja Bíró Anna színésznő volt. Nagybátyja Kulinyi Ferenc (1883–1952) színész, színigazgató. Anyai nagyanyjának második férje Nyárai Antal színész.

## Munkái
- Csak egy kislány van a világon (1930)
- A kék bálvány (1931)
- Csókolj meg, édes! (1932)
- Piri mindent tud (1932)
- A vén gazember (1932, magyar-német)
- Vica, a vadevezős (1933)
- Iza néni (1933, Vértes Marcellel)
- Rákóczi induló (1933, magyar-német-osztrák)
- Egy éj Velencében (1933, magyar-német)
- Ida regénye (1934)
- Márciusi mese (1934)
- Az új rokon (1934)
- Lila akác (1934)
- Helyet az öregeknek (1934, magyar-osztrák)
- Emmy (1934)
- Köszönöm, hogy elgázolt (1935)
- Ez a villa eladó (1935)
- A csúnya lány (1935)
- Szerelmi álmok (1935, magyar-német-osztrák)
- Elnökkisasszony (1935)
- Budai cukrászda (1935)
- Címzett ismeretlen (1935)
- Bál a Savoyban (1935)
- Az új földesúr (1935)
- Barátságos arcot kérek! (1935)
- Légy jó mindhalálig (1936)
- Én voltam (1936)
- A sárga csikó (1936)
- Évforduló (1936)
- Az aranyember (1936)
- Mária nővér (1936)
- Hetenként egyszer láthatom (1937)
- Rád bízom a feleségem (1937)
- Hol alszunk vasárnap? (1937)
- Pesti mese (1937)
- Az én lányom nem olyan (1937)
- Segítség, örököltem! (1937)
- A férfi mind őrült (1937)
- Édes a bosszú (1937)
- Hotel Kikelet (1937)
- Mámi (1937)
- A kölcsönkért kastély (1937)
- A 111-es (1937)
- Mai lányok (1937)
- 3 : 1 a szerelem javára (1937)
- A Noszty-fiú esete Tóth Marival (1938)
- Tokaji rapszódia (1937)
- Egy lány elindul (1937)
- Marika (1937)
- Az ember néha téved (1937)
- Magdát kicsapják (1937-38)
- Péntek Rézi (1938)
- A hölgy egy kissé bogaras (1938)
- Beszállásolás (1938)
- Rozmaring (1938)
- Süt a nap (1938)
- Nincsenek véletlenek (1938)
- Toprini nász (1939)
- 5 óra 40 (1939)
- Két lány az utcán (1939)
- Áll a bál (1939)
- Hat hét boldogság (1939)
- Semmelweis (1939)
- A nőnek mindig sikerül (1939)
- Férjet keresek (1939-40)
- Sarajevo (1940)
- Erzsébet királyné (1940)
- Dankó Pista (1940)
- Egy csók és más semmi (1940)
- Igen vagy nem? (1940)
- Tóparti látomás (1940)
- Vissza az úton (1940)
- A szerelem nem szégyen (1940)
- Beáta és az ördög (1940)
- Elkésett levél (1941)
- Lángok (1941)
- Balkezes angyal (1941)
- Végre... (1941)

## Származása
| Vincze Márton (Budapest, 1904. nov. 17.– Budapest, 1941. jan. 11.) díszlettervező | Apja: Vincze Zsigmond (szül. Weisz) (Zombor, 1874. júl. 1.– Budapest, 1935. jún. 30.) zeneszerző, karmester | Apai nagyapja: Weisz Sándor gabonakereskedő                                                        | Apai nagyapai dédapja: n.a.             |
| Vincze Márton (Budapest, 1904. nov. 17.– Budapest, 1941. jan. 11.) díszlettervező | Apja: Vincze Zsigmond (szül. Weisz) (Zombor, 1874. júl. 1.– Budapest, 1935. jún. 30.) zeneszerző, karmester | Apai nagyapja: Weisz Sándor gabonakereskedő                                                        | Apai nagyapai dédanyja: n.a.            |
| Vincze Márton (Budapest, 1904. nov. 17.– Budapest, 1941. jan. 11.) díszlettervező | Apja: Vincze Zsigmond (szül. Weisz) (Zombor, 1874. júl. 1.– Budapest, 1935. jún. 30.) zeneszerző, karmester | Apai nagyanyja: Frank Magdolna                                                                     | Apai nagyanyai dédapja: n.a.            |
| Vincze Márton (Budapest, 1904. nov. 17.– Budapest, 1941. jan. 11.) díszlettervező | Apja: Vincze Zsigmond (szül. Weisz) (Zombor, 1874. júl. 1.– Budapest, 1935. jún. 30.) zeneszerző, karmester | Apai nagyanyja: Frank Magdolna                                                                     | Apai nagyanyai dédanyja: n.a.           |
| Vincze Márton (Budapest, 1904. nov. 17.– Budapest, 1941. jan. 11.) díszlettervező | Anyja: Kulinyi Mária (Szeged, 1885. márc. 26.–?) színésznő                                                  | Anyai nagyapja: Kulinyi Márton (Szeged, 1859. dec. 23.– Arad, 1888. máj. 19.) színész              | Anyai nagyapai dédapja: n.a.            |
| Vincze Márton (Budapest, 1904. nov. 17.– Budapest, 1941. jan. 11.) díszlettervező | Anyja: Kulinyi Mária (Szeged, 1885. márc. 26.–?) színésznő                                                  | Anyai nagyapja: Kulinyi Márton (Szeged, 1859. dec. 23.– Arad, 1888. máj. 19.) színész              | Anyai nagyapai dédanyja: n.a.           |
| Vincze Márton (Budapest, 1904. nov. 17.– Budapest, 1941. jan. 11.) díszlettervező | Anyja: Kulinyi Mária (Szeged, 1885. márc. 26.–?) színésznő                                                  | Anyai nagyanyja: Bíró Anna (szül. Kármiol) (Brassó, 1865. júl. 26.– Budapest, 1920 után) színésznő | Anyai nagyanyai dédapja: Kármiol Sámuel |
| Vincze Márton (Budapest, 1904. nov. 17.– Budapest, 1941. jan. 11.) díszlettervező | Anyja: Kulinyi Mária (Szeged, 1885. márc. 26.–?) színésznő                                                  | Anyai nagyanyja: Bíró Anna (szül. Kármiol) (Brassó, 1865. júl. 26.– Budapest, 1920 után) színésznő | Anyai nagyanyai dédanyja: Bíró Julianna |